# WWE SmackDown! Shut Your Mouth
WWE SmackDown! Shut Your Mouth (Exciting Pro Wrestling 4 en Japón) es un videojuego de lucha libre americana lanzado para la PlayStation 2 por THQ y desarrollado por Yuke's Future Media Creators. Es parte de la serie WWE SmackDown!. Este juego fue la secuela de WWF SmackDown! Just Bring It y fue sucedido por WWE SmackDown! Here Comes the Pain. Es el primer juego que The Rock no está en la portada (a pesar de que aún apareció en la portada de la versión Europea, junto con "Hollywood" Hulk Hogan). También es el primero juego de la serie a ser lanzada bajo la marca WWE, después de que la compañía fuera obligada a cambiar de nombre en mayo de 2002.

## Roster
| - RAW: - Big Show - Booker T - Bradshaw - Bubba Ray Dudley - Chris Jericho - Christian - Goldust - Jazz - Jeff Hardy - Kane - Kevin Nash - Lance Storm - Lita - Matt Hardy - Molly Holly - Raven - Rhyno - Ric Flair - Rob Van Dam - Shawn Michaels - Shawn Stasiak - Spike Dudley - "Stone Cold" Steve Austin - Test - Triple H - Trish Stratus - Undertaker - William Regal - X-Pac | - SmackDown!: - Al Snow - Albert - Billy - Billy Kidman - Brock Lesnar - Chris Benoit - Chuck - Diamond Dallas Page - Eddie Guerrero - Edge - Faarooq - Hardcore Holly - "Hollywood" Hulk Hogan - Ivory - Kurt Angle - Mark Henry - Maven - Mr. McMahon - Randy Orton - Reverend D-Von - Rico - Rikishi - Scotty 2 Hotty - Stacy Keibler - Stephanie McMahon - Tajiri - Tazz - The Big Valbowski - The Hurricane - The Rock - Torrie Wilson | - No Jugables: - Debra - Earl Hebner - Jerry "The King" Lawler - Jim Ross - Michael Cole - Linda McMahon |

## Campeonatos
| Campeonato                        | Campeón                 | Marca |
| --------------------------------- | ----------------------- | ----- |
| WWE Undisputed Championship       | The Undertaker          | WWE   |
| WWE Tag Team Championship         | Christian & Lance Storm | WWE   |
| WWE Intercontinental Championship | Rob Van Dam             | WWE   |
| WWE European Championship         | William Regal           | WWE   |
| WWE Hardcore Championship         | Bradshaw                | WWE   |
| WWE Cruiserweight Championship    | The Hurricane           | WWE   |

| Videojuegos de la World Wrestling Entertainment |                      |                                             |
| Predecesor: WWF SmackDown! Just Bring It        | Periodo: 2002 - 2003 | Sucesor: WWE SmackDown! Here Comes the Pain |

- Datos: Q2605569